# Sulfowanilina
Sulfowanilina – odczynnik chemiczny uzyskiwany przez rozpuszczenie waniliny w kwasie siarkowym. Jest wykorzystywany w mykologii do badań mikroskopowych grzybów. Pod wpływem sulfowaniliny u niektórych gatunków grzybów zachodzi zmiana barwy cystyd, co jest pomocną wskazówką przy oznaczaniu gatunku. Jeżeli pod działaniem sulfowaniliny cystydy zmieniają barwę na niebieską, szarą lub burgundową, określa się je jako sulfododatnie (S+) i nazywa sulfocystydami, jeżeli nie zmieniają barwy, są sulfoujemne (S-).
Jedną z metod otrzymywania sulfowaniliny jest rozpuszczenie 1 g waniliny w ok. 10 ml 70–80% kwasu siarkowego. Jest ona nietrwała, przechowywać ją należy bez dostępu światła. Alternatywną metodą jest przygotowanie odczynnika bezpośrednio przed użyciem, na szkiełku przedmiotowym, przez rozpuszczenie małej ilości waniliny w kropli 70–80% kwasu siarkowego. Zamiana zabarwienia strzępek w preparacie utrzymuje się tylko przez około 10 minut.
Zamiast sulfowaniliny do badania cystyd można stosować sulfoformol, w którym wanilina zastąpiona jest formaliną; odczynnik ten daje takie same wyniki.